# 永兴镇 (中江县)
永兴镇，是中华人民共和国四川省德阳市中江县下辖的一个乡镇级行政单位。
2019年12月，原中江县石笋乡所属行政区域并入永兴镇。

## 行政区划
永兴镇下辖以下地区：
永兴镇社区、三星村、南峰村、梧桐村、大柏山村、永兴村、莲花村、稻子村、金山寺村、金武村、长坪村、金狮村、青山村、杨溪村、七星村和苍松村。